# Management kvality
Management kvality je součást řízení podniku; cílem je optimalizace pracovních postupů nebo výrobních procesů se zohledněním materiálových a časových zdrojů, očekávané konečné kvality produktu (definované pokud možno číselnými parametry) a předpokládaného dalšího růstu a vývoje firmy. Mezi základní nástroje managementu kvality patří například sběr dat o spokojenosti zákazníka, vyhodnocování výkonnosti a spolehlivosti procesů, počtu reklamací od zákazníků, statistika a jiné, vedoucí ke zlepšování podnikových komunikačních struktur, odborných firemních strategií, zvýšení spokojenosti zákazníka, úspoře zdrojů díky zavedení vhodně zvolených standardů atd.

## Součásti managementu kvality
Management kvality může zahrnovat následující témata:
- Kvalita (anglicky: quality) – stupeň splnění požadavků souborem inherentních (existujících v objektu) charakteristik objektu. Kvalita může být špatná, dobrá nebo vynikající.
- Politiky kvality (anglicky: quality policies) – záměry a zaměření organizace formálně vyjádřené vrcholovým vedením. Tento termín se vztahuje k systémům managementu.
- Cíle kvality (quality objectives) – cíle, které se vztahují ke kvalitě a jsou obvykle založeny na politice kvality organizace. Cíle kvality jsou obvykle specifikovány pro příslušné funkce, úrovně a procesy v organizaci.
- Procesy (quality processes) – soubor vzájemně provázaných nebo vzájemně působících činností, které využívají vstupy pro dosažení zamýšleného výsledku.
- Zamýšlený výsledek (intended result) může být podle kontextu výstup, produkt nebo služba
- Vstupy do procesu (inputs to a process) – jsou obvykle výstupy jiných procesů a výstupy procesu jsou obvykle vstupy do jiných procesů.
- Plánování kvality (quality planning) – část zaměřená na stanovení cílů kvality a specifikování nezbytných provozních procesů a souvisících zdrojů pro dosahování cílů kvality.
- Prokazování kvality (quality assurance) – část zaměřená na poskytování důvěry, že požadavky na kvalitu budou splněny.
- Řízení kvality (quality control) – část zaměřená na plnění požadavků na kvalitu.
- Zlepšování kvality (quality improvement) – část zaměřená na zvyšování schopnosti plnit požadavky na kvalitu. Požadavky na kvalitu se mohou týkat jakéhokoliv aspektu, např. efektivnosti, účinnosti nebo sledovatelnosti.

## Organizace
Institucemi zabývajícími se touto oblastí jsou v ČR zejm. Rada kvality ČR, která je poradním, iniciačním a koordinačním orgánem vlády České republiky, zaměřeným na podporu rozvoje řízení a uplatňování Národní politiky kvality v České republice, v souladu s politikou podpory kvality Evropské unie, a Česká společnost pro jakost, z. s. (ČSJ) .
V mezinárodním měřítku pak Evropská organizace pro kvalitu (European Organization for Quality, EOQ) a EFQM.

## Osobnosti, ocenění
Významnými osobnostmi v ČR byli zejm. Anežka Žaludová a František Egermayer. Jejich jména nesou ceny, které uděluje ČSJ osobám z České republiky, které se mimořádným způsobem zasloužily o rozvoj péče o kvalitu v této zemi (Cena Anežky Žaludové) a za nejlepší studentské práce v oblasti kvality a systémů jejího řízení, systémů ochrany životního prostředí, systémů bezpečnosti a ochrany zdraví při práci i v oblasti péče o kvalitu života našich občanů včetně ochrany jejich zájmů (Cena Františka Egermayera).